# Bitwa morska pod Orbetello
Bitwa morska pod Orbetello – starcie zbrojne, które miało miejsce w roku 1646 w trakcie wojny francusko-hiszpańskiej.
Dnia 14 czerwca 1646 r. w rejonie oblężonego przez Francuzów miasta Orbetello w Toskanii doszło do bitwy morskiej pomiędzy francuską eskadrą admirała Jeana Armanda de Maillé-Brézé w sile 24 okrętów liniowych, 30 galer oraz 8 branderów a hiszpańską flotą admirała Miguela Noroñii (25 okrętów liniowych, 20 galer i 10 branderów). W trakcie zaciętej walki, trafiony kulą z muszkietu zmarł admirał de Maillé-Brézé. W tej sytuacji flota francuska wycofała otwierając drogę Hiszpanów do Orbetello.